# Camponotus hippocrepis
Camponotus hippocrepis é uma espécie de inseto do gênero Camponotus, pertencente à família Formicidae.